# Аркамбал
Аркамбал (фр. Arcambal) насеље је и општина у јужној Француској у региону Миди Пирене, у департману Лот која припада префектури Каор.
По подацима из 2011. године у општини је живело 1018 становника, а густина насељености је износила 44,05 становника/km². Општина се простире на површини од 23,11 km². Налази се на средњој надморској висини од 75 метара (максималној 342 m, а минималној 110 m).

## Демографија
| 1962. | 1968. | 1975. | 1982. | 1990. | 1999. | 2011. |
| ----- | ----- | ----- | ----- | ----- | ----- | ----- |
| 408   | 409   | 413   | 535   | 637   | 735   | 1.018 |

График промене броја становника у току последњих година